# Bloomfield Provincial Park
Bloomfield Provincial Park är en park i Kanada.   Den ligger i provinsen Prince Edward Island, i den östra delen av landet, 900 km öster om huvudstaden Ottawa. Bloomfield Provincial Park ligger 20 meter över havet.
Terrängen runt Bloomfield Provincial Park är platt. Runt Bloomfield Provincial Park är det glesbefolkat, med 13 invånare per kvadratkilometer.. Närmaste större samhälle är Alberton, 11,6 km nordost om Bloomfield Provincial Park. 
Omgivningarna runt Bloomfield Provincial Park är en mosaik av jordbruksmark och naturlig växtlighet.